# Замок Странколлі

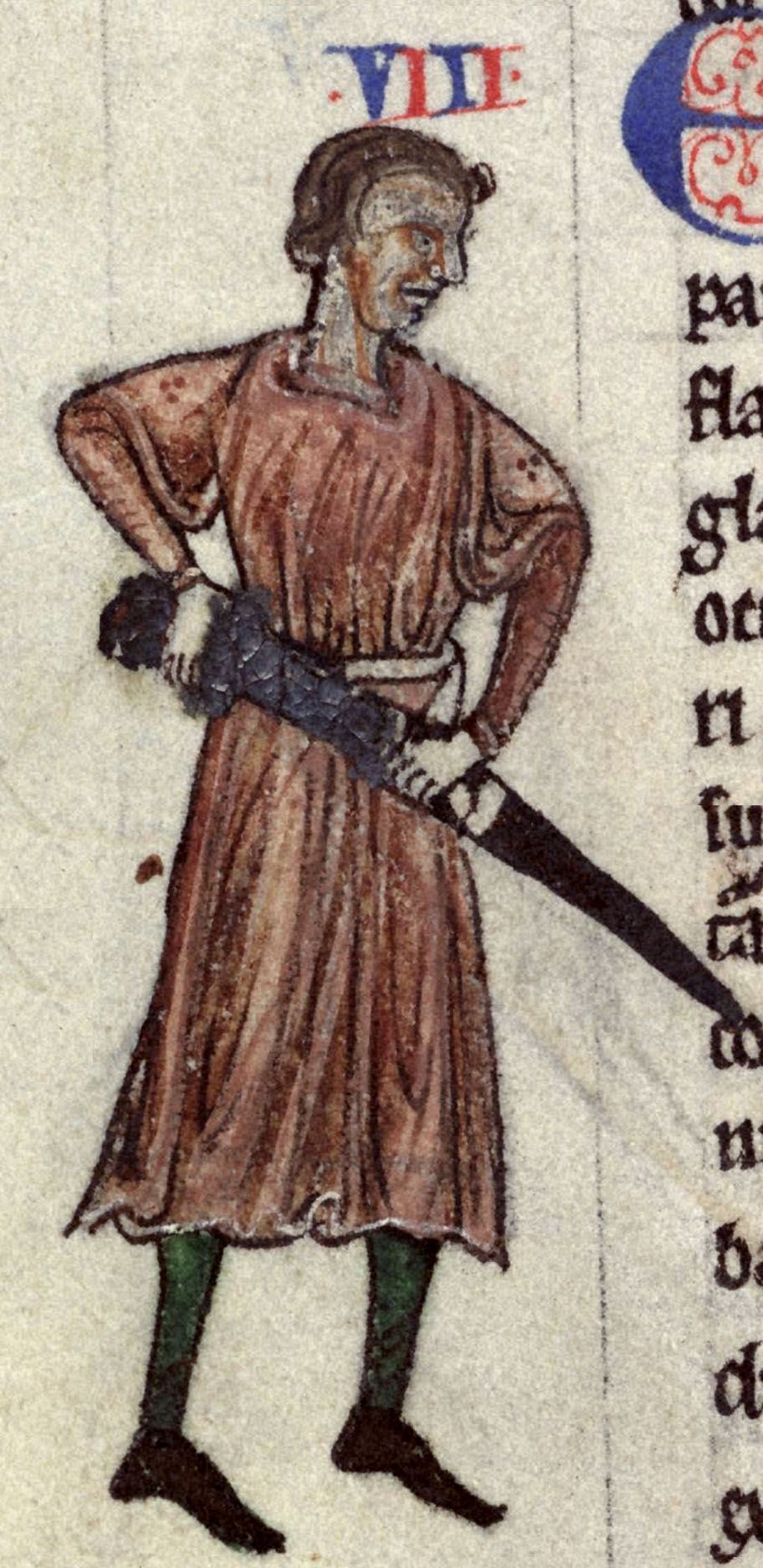
Раймонд Ле Грос — будівничий замку Странколлі. Портрет з середньовічних літописів.

Замок Странколлі (англ. Strancally Castle) — один із замків Ірландії, розташований в графстві Вотерфорд, на берегах річки Блеквотер, неподалік від міста Югал, на межі з графством Корк.

## Історія замку Странколлі
Найдавніший замок Странколлі побудував феодал Раймонд Ле Грос — англо-валійський феодал, що брав участь у завоюванні Ірландії в 1171 році. У 1174 році проти Раймонда Ле Гроса, що захопив землі нинішнього графства Вотерфорд піднялося повстання ірландських кланів. Раймонд Ле Грос втік, але потім повернувся на ці землі з Мейлером ФітцГенрі, пообіцявши йому одружитись з його дочкою Басилією. Він звільним графа Стронгбоу, що був в облозі в місті Вотерфорд. Шлюб Раймонда з Басилією відбувся у Вексфорді після цих подій. Раймонд продовжив воювати в Ірландії і в 1175 році захопив місто Лімерік. Але король відкликав Раймонда з місця бойових дій — його влада настільки зросла, що загрожувала владі короля. Проте армія відмовилася воювати без нього і він лищився в Лімеріку. Після смерті графа Стронбоу Раймонд Ле Грос став губернатором Ірландії до приходу Вільяма ФітцАлделма, якому було передано повноваження та королівські фортеці. Раймонд втратив всі свої володіння, але завдяки впливу Джеральдинів Вільям ФітцАлделм був відкликаний в 1183 році і Раймонд повернув собі землі, замки та вплив. У 1182 році він звільнив свого дядька Роберта Фітц-Стефана, що був обложений в замку Корк. У 1185 році до Ірландії прибув його кузен Філіп де Баррі — син Вільяма Фіц-Оде де Баррі, що допоміг Раймонду завойовувати землі в королівстві Десмонд. Коли він помер — неясно. У 1185 році він був ще живий, коли в Ірландію прибув принц Джон. Джеральд Уельський теж нічого не пише про його смерть в 1189 році. Відомо, що вдова Раймонда вийшла заміж за Джефрі Фіц-Роберта десь в 1198—1201 роках. Похований Раймонд в абатстві Молана.
З найдавнішим замком Странколлі пов'язують таку легенду. Замок захопили іспанці, а потім заманили місцевих землевласників на бенкет — нібито для примирення. Але під час бенкету вини всіх гостей скинули через таємний люк до глибокої затопленої печери. Коли місцеві жителі довідались про це підле вбивство, вони захопили замок, розбили гарнізон його володарів і зруйнували замок.
Нинішня будівля замку Странколлі була побудована біля 1830 року Джеймсом та Джорджем Річардом Пейнами для Джона Кейлі — депутата парламенту від землі Клонмель, верховного шерифа графства Вотерфорд. Нинішній замок стоїть біля руїн давнього замку, що колись належав графам Десмонд.
У 1856 році замок Странколлі та маєток навколо нього площею 5000 акрів землі придбав 24-річний Джордж Вайтлок Ллойд, що походив з багатої англо-ірландської родини. Він отримав посаду верховного шерифа графства Вотерфорд в 1859 році. Його син — Вільям Вайтлок Ллойд був офіцером британської армії і воював в Африці з зулусами у 1879 році. Потім він став видатним художником.
Після здобуття Ірландією незалежності маєток, землі та замок Странколлі перейшло у власність Земельної комісії Ірландії, яка продала землі фермерам. Навколо замку лишився маєток площею 160 акрів.